# Neverbloom
Neverbloom es el primer álbum de estudio de la banda australiana de metalcore Make Them Suffer. Fue lanzado el 25 de mayo de 2012 a través de Roadrunner Records y fue producido por Roland Lim.

## Lista de canciones
| N.º | Título                                                                    | Duración |  |
| 1.  | «Prologue»                                                                | 1:39     |  |
| 2.  | «Neverbloom»                                                              | 6:34     |  |
| 3.  | «Morrow (Weaver of Dreams)»                                               | 3:09     |  |
| 4.  | «Elegies»                                                                 | 5:03     |  |
| 5.  | «Maelstrom»                                                               | 6:49     |  |
| 6.  | «Oceans of Emptiness»                                                     | 2:21     |  |
| 7.  | «The Well»                                                                | 3:51     |  |
| 8.  | «Weeping Wastelands» (versión regrabada; versión original de Lord of Woe) | 6:55     |  |
| 9.  | «Widower»                                                                 | 4:38     |  |
| 10. | «Chronicles»                                                              | 5:54     |  |

## Posicionamiento en lista
| Lista (2012)             | Posición |
| ------------------------ | -------- |
| Australian Albums (ARIA) | 56       |

## Personal
Make Them Suffer
- Sean Harmanis – voz gutural
- Nick McLernon – guitarra principal, coros
- Craig Buckingham – guitarra rítmica
- Chris Arias-Real – bajo
- Louisa Burton – teclados, piano, voz gutural
- Tim Madden – batería